# Ahrnspitz
Ahrnspitz (2014 m n. m.) je hora ve Schladmingských Taurách na území rakouské spolkové země Štýrsko. Nachází se v bočním hřebeni, který vybíhá z hory Kleiner Knallstein (2378 m) směrem na severovýchod. Na jihozápadě ji od samotného Kleiner Knallsteinu odděluje hluboké sedlo Niedereck (1829 m) a na severovýchodě mělké bezejmenné sedlo od hory Moditzen (1993 m). Severozápadní svahy hory klesají do údolí potoka Strickerbach, jihovýchodní do údolí potoka Knallbach a východní do doliny Oberkar.

## Přístup
- po neznačené cestě z údolí Sölktal